# برزكت (كورنوال)
برزكت (بالإنجليزية: Brazacott)‏ هي قرية تقع في المملكة المتحدة في كورنوال.